# Римпа
Римпа (яп. 琳派) — японская художественная школа, зародившаяся в XVII веке в Киото. Основателями школы стали Хонъами Коэцу (1558—1637) и Таварая Сотацу (ок. 1570—1643). Спустя полвека их начинания развили Огата Корин (1658—1716) и Огата Кэндзан (1663—1743). Название школы образовалось именно последнего слога фамилии Корин и японского слова школа (яп. 派 ха, из-за рэндаку слог ха изменился на па), хотя фактически школа никогда не являлась «школой Корина». Это название стало употребляться с периода Мэйдзи. Ранее школа именовалась школой Коэцу, школой Коэцу-Корина либо школой Сотацу-Корина.

## История

### Основание школы

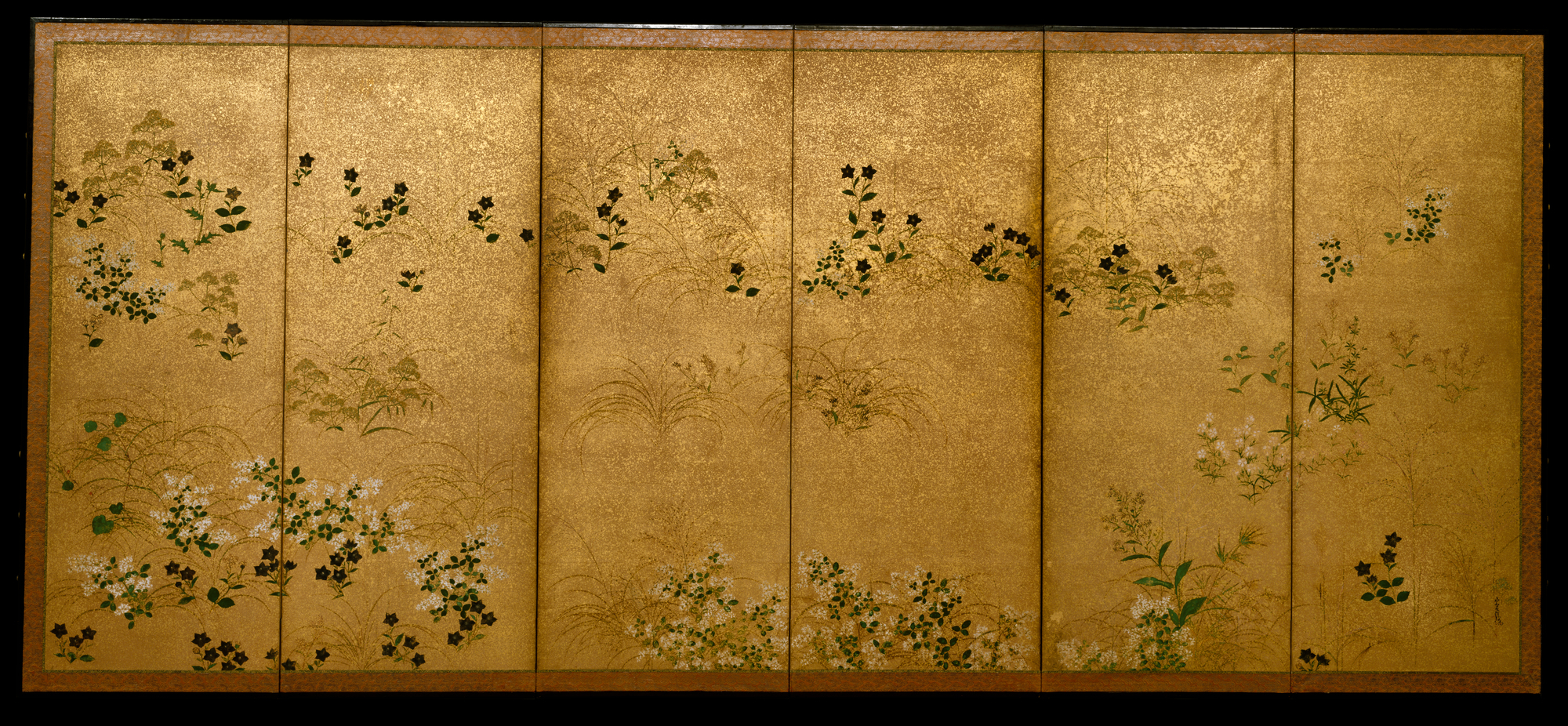
Таварая Сотацу, Луна и осенние травы

Около 1615 года на северо-западе Киото художник и керамист Хонъами Коэцу основал сообщество художников и ремесленников под покровительством богатых купцов, исповедовавших учение Нитирэна. Купцы и аристократы города поддерживали художников, следовавших японскому традиционному стилю, и Коэцу производил для них множество керамических изделий, работы с каллиграфией и декоративные изделия в технике маки-э. Его единомышленник Таварая Сотацу держал в Киото мастерскую вееров и ширм. Он специализировался на работах с золотым и серебряным фоном, впоследствии ставшим одним из знаковых элементов стиля школы Римпа. Оба художника происходили из аристократических семей, и стиль их работ содержал элементы, символизирующие богатство и власть. Таварая Сотацу также увлекался классическим жанром ямато-э, но внутри него он использовал новую технику с чёткими контурами и яркой цветовой палитрой. Сотацу разработал новую технику подачи цвета и линии, а также новую, популярную технологию живописи под названием тарасикоми, при которой одна из красок наносится на рисунке на другую, пока эта вторая остаётся ещё влажной.

### Огата Корин и развитие школы

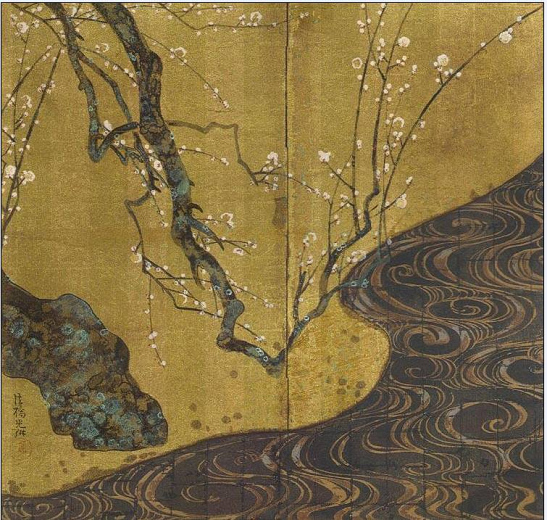
фрагмент росписи Цветение красной и белой сливы

Школа Римпа развивалась в эпоху Гэнроку (1688—1704) благодаря братьям Огате Корину и Огате Кэндзану, сыновьям богатого торговца тканями. Огата Корин внёс новаторские черты в стиль школы; он изображал природные элементы в абстрактной манере, используя несколько цветов и оттенков, драгоценные материалы — золото и перламутр, а также технику тарасикоми для создания неожиданных эффектов. Шедевром Огаты Корина стала роспись на ширме Цветение красной и белой сливы (около 1714 года, находится в собрании Художественного музея MOA в Атами). Работа считается образцом мастерства Римпа. Огата Кэндзан большую часть своей жизни работал с керамикой и серьёзно занялся живописью только после смерти своего брата. Братья часто работали вместе над керамическими изделиями, где Огата Корин создавал рисунки и каллиграфию для керамики.

### Римпа в XIX и XX веке

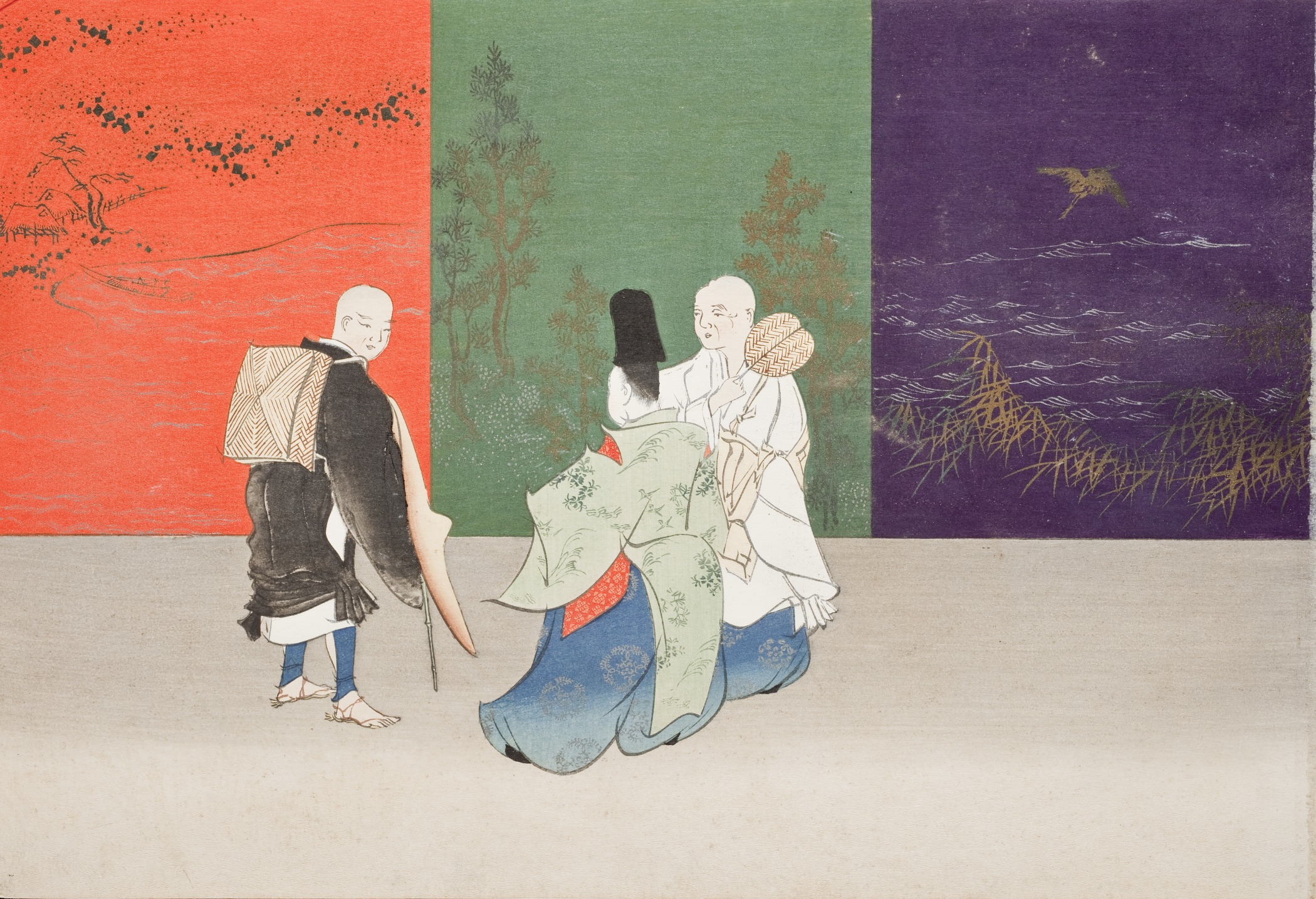
Камисака Сэкка, иллюстрация из книги Тигуса

В XIX веке в период Эдо школу Римпа возродил Сакаи Хоицу (1761—1828), ученик школы Кано, чья семья покровительствовала Огате Корину. Сакаи Хоицу несколько лет был занят подробным изучением творчества Огаты Корина и его брата Огаты Кэндзана. Он создал ряд репродукций произведений обоих братьев, две книги с ксилографическими иллюстрациями работ братьев Корин Хякузу (1815) и Кэндзан Ибоку Гафу (1823).
У Сакаи Хоицу было множество учеников, развивавших стиль школы в XIX веке, они включились в направление Нихонга, появившееся в XX веке, возглавляемое Окакурой Какудзо и другими художниками. Одним из последних представителей школы Римпа стал Камисака Сэкка, сочетавший в своих работах традиционный стиль и европейский модерн.

## Стиль
Мастера школы Римпа работали в различных форматах — живопись на свитках, ширмах, веерах, раздвижных дверях фусума, книги с ксилографическими иллюстрациями, лаковое искусство, ткани для кимоно и другое. Эстетика школы Римпа представляет собой чёткие контрастные контуры изображения, яркие цвета, графичное, иногда формализованное изображение сюжетов, стремление к упрощению и декоративности.
Сюжеты произведений часто брались из традиционного ямато-э, живописи тушью периода Муромати, китайского искусства (цветы и птицы) и сюжетов, развитых школой Кано. Типичное произведение в стиле школы Римпа включали в себя растения, цветы и птиц на позолоченном фоне. Работы акцентировались на отточенное изображение и технику исполнения. Стиль школы Римпа был декоративным, некоторые мастера (например, Судзуки Киицу) сочетали в работах декоративность и реализм.

## Художники
- Хонъами Коэцу
- Таварая Сотацу
- Огата Корин
- Огата Кэндзан
- Сакаи Хоицу
- Судзуки Киицу
- Камисака Сэкка